# فيضة المفص (الدوادمي)
فيضة المفص، هي قرية من فئة (ب ) تقع في محافظة الدوادمي، والتابعة لمنطقة الرياض في السعودية. وتبعد فيضة المفص عن محافظة الدوادمي بمسافة تقارب (٤٥) كم.